# Fenol
Fenol, karbolna kislina ali krajše karbol, je aromatska organska spojina s kemijsko formulo C6H5OH. Je bela kristalinična hlapna trdnina. Molekula je sestavljena iz fenilne skupine C6H5-, na katero je vezana hidroksilna skupina –OH. Fenol je srednje kisel in zahteva previdno rokovanje, ker povzroča kemične opekline. 
Prvič so ga pridobili iz premogovega katrana, sedaj pa se industrijsko proizvaja iz nafte. Letna svetovna proizvodnja je približno 10 milijonov ton. Od tega se je leta 2013 50 % fenola porabilo za proizvodnjo bisfenola A (surovina za plastične mase), 26 % za fenolne smole (bakelit), 12 % za kaprolaktam (surovina za poliamid 6), ostalih 12 % pa za druge proizvode.
Fenoli so navidezno podobni alkoholom, vendar imajo povsem drugačne lastnosti. Za razliko od alkoholov, v katerih je –OH skupina vezana na nasičen ogljikov atom, je pri fenolih vezana na nenasičen aromatski obroč, pri fenolu na benzenov. Fenoli so zaradi stabilizacije konjugirane baze in resonance aromatskega obroča bolj kisli kot alkoholi.

## Lastnosti
Fenol je  zelo dobro topen v vodi (približno 84,2 g/L, 0,88 M).  Poleg tega tvori homogene zmesi fenol-voda in voda-fenol do razmerja približno 1:2,6 ali celo več. Še bolj topna je njegova sol natrijev  fenoksid (C6H5-ONa). 

### Kislost
Fenol je slabo kisel in pri visokih pH tvori fenolatni anion C6H5O-, ki se imenuje tudi fenoksid (Ph):
PhOH  ⇌  PhO−  +  H+          (K = 10−10)
Fenol je milijonkrat bolj kisel od alifatskih alkoholov, a se kljub temu prišteva k šibkim kislinam. Popolnoma reagira z vodnim NaOH in porabi ves H+, medtem ko alkoholi reagirajo samo delno. Fenoli so manj kisli od karboksilnih kislin in celo ogljikove kisline.
Ena od razlag za povečano kislost v primerjavi z alkoholi je resonančna stabilizacija fenoksidnega aniona z aromatskim obročem. Negativni naboj kisika se na ta način delokalizira na orto in para ogljikova  atoma. Po drugi razlagi je povečana kislost posledica prekrivanja elektronskih orbital kisikovega prostega elektronskega para in aromatskega sistema. Po tretji razlagi je posledica vpliva indukcije sp2 hibridiziranih ogljikovih atomov. pKa enola acetona je 10,9, kar je primerljivo s pKa fenola. Kislosti fenola in enola acetona se v plinski fazi razlikujeta zaradi vpliva solvacije. Približno tretjina povečane kislosti fenola bi se lahko pripisalo indukcijskim učinkom, ostali dve tretjini razlike pa resonanci.

#### Fenoksidni anion
Fenoksidni anion ima podobno nukleofilnost kot prosti amini, vendar imajo to prednost, da se njihova konjugirana kislina (nevtralni fenol) celo v zmerno kislih pogojih ne deaktivira v celoti kot nukleofil. Fenoli se včasih uporabljajo v sintezi  peptidov za aktiviranje karboksilnih kislin ali estrov, da se pretvorijo aktivirane estre. Fenolatni estri so bolj stabilni proti hidrolizi kot kislinski anhidridi in acil halidi, vendar so pod milimi pogoji dovolj reaktivni, da olajšajo tvorbo amidnih vezi. 

#### Tavtomerija
V fenolu je prisotna keto-enolna tavtomerija z nestabilnim keto tavtomerom cikloheksadienonom. Ravnotežna konstanta  enolizacije je približno   10-13, se pravi da je v keto obliki vsak trenutek samo ena od deset trilijonov molekul.  Fenol je torej skoraj v celoti v enolni obliki.
Fenoksidi so enolati, stabilizirani z aromatičnostjo. Pri normalnih pogojih so bolj reaktivni na položaju, kjer je kisikov atom, ki je "trd" nukleofil, medtem ko je  α-ogljik "mehak".

### Reakcije
Fenol je zelo reaktiven v elektrofilnih aromatskih substitucijah, ker π elektroni kisikovega atoma donirajo svojo elektronsko gostoto  aromatskemu obroču. Na obroč se zato lahko s halogeniranjem, acililiranjem, sulfoniranjem in drugimi postopki vežejo različne atomske skupine. Fenolni obroč je za nekatere reakcije tako močno aktiviran, bolj ativiran je samo anilin, da med bromiranjem in kloriranjem substitucija ne poteče samo na enem ogljikovem atomu, ampak na obeh orto in para ogljikovem atomu.
Vodne raztopine fenola so rahlo kisle in moder lakmusov papir obarvajo rahlo rdeče. Fenol se zlahka nevtralizira z natijevim hidroksidom, pri čemer nastane natrijev fenolat (ali fenat). Je šibkejša kislina kot ogljikova kislina, zato se ne more nevtralizirati  z natrijevim bikarbonatom ali natrijevim karbonatom, da bi se sprostil ogljikov dioksid.
C6H5OH  +  NaOH →   C6H5ONa  + H2O
Če se zmes fenola in benzoil klorida stresata v prisotnosti razredčene raztopine natrijevega hidroksida, nastane fenil benzoat (primer Schotten-Baumannove reakcije):
C6H5OH  +  C6H5COCl   →   C6H5OCOC6H5  +   HCl
Če se fenol destilira s cinkovim prahom ači če njegove pare prehajajo skozi granuliran cink pri 400 °C, se reducira v benzen:
C6H5OH + Zn → C6H6 + ZnO
Če fenol reagira z diazometanom v prisotnosti borovega trifluiroda (BF3), kot glavna produkta nastaneta anisol in plinasti dušik:
C6H5OH + CH2N2 → C6H5OCH3 + N2

## Proizvodnja
Fenol se lahko proizvaja po več postopkih. Trenutno prevladuje postopek delne oksidacije kumena (izopropilbenzena) s Hockovo premestitvijo, po katerem se proizvede približno 95 % fenola (2003):
C6H5CH(CH3)2 + O2 → C6H5OH + (CH3)2CO
Kumensko-peroksidni postopek zahteva v primerjavi z večino drugih procesov relativno mile reakcijske pogoje in relativno poceni surovine, vendar njegova gospodarnost ni odvosna samo od prodaje fenola, ampak tudi od prodaje stranskega proizvoda acetona. 
Eden od prvih postokov,  ki sta ga razvila Bayer in Monsanto na začetku 20. stoletja, se je začel z reakcijo močne baze z benzensulfonatom: 
C6H5SO3H + 2 NaOH → C6H5OH + Na2SO3 + H2O
Med druge postopkeza proizvodnjo fenola spadajo:
- hidroliza klorobenzena z bazo ali vodno paro (Raschig–Hookerjev postopek):[19]

C6H5Cl + H2O → C6H5OH + HCl
- oksidacija benzena z didušikovim oksidom, ki je potencialno"zelen" postopek:

C6H6 + N2O → C6H5OH + N2
- oksidacija toluena, ki jo je razvil Dow Chemical:

C6H5CH3 + 2 O2 → C6H5OH + CO2 + H2O
- stranski produkt koksanja (pirolize) premoga. [19]

## Uporaba
Približno dve tretjini fenola se porabi za proizvodnjo plastičnih mas ali surovin zanje. S kondenzacijo fenola z acetonom nastane bisfenol A, ki je ključna surovina za proizvodnjo polikarbonatov in epoksidnih smol.  S polikondenzacijo fenola, alkilfenolov ali difenolov s formaldehidom nastanejo fenolne smole, od katerih je najbolj znan bakelit. Z delnim hidrogeniranjem nastane cikloheksanon, ki je osnova za sintezo najlona.  Neionski detergenti se proizvajajo z alkilacijo fenola, s katero nastanejo alkilfenoli, na primer nanolfenol, ki se zatem etoksilirajo.
Fenol je osnovna surovina tudi za številna zdravila, od katerih je najbolj znan aspirin, in herbicidov.  

### Drugo
Fenol se je nekoč uporabljal kot antiseptik, predvsem v karbolnih milih, ki so se na široko uporabljala od začetka 20. stoletja do 1970. let. Je tudi ena od komponent v sredstvih za odstranjevanje barvnih premazov, ki se v letalski industriji uporabljajo za odstranjevanje predvsem epoksidnih, poliuretanskih in drugih kemično odpornih premazov.
Derivati fenola se uporabljajo tudi za pripravo kozmetičnih preparatov, na primer sredstev za zaščito pred soncem barvanje las in svetlenja kože.
Koncentrirane raztopine fenola se pogosto uporabljajo za kirurško obdelavo vraščenih nohtov na nogah, ker preprečujejo ponovno vraščanje odrezanega dela nohta. Postopek se imenuje fenolizacija.

## Zgodovina
Nečist fenol je leta 1834 izoliral Friedlieb Ferdinand Runge iz premogovega katrana. Runge ga je imenoval karbolna kislina (Karbolsäure). Premogov katran je bil glavni vir fenola vse do razvoja petrokemijske industrije. Čist fenol je leta 1841 izoliral francoski kemik  Auguste Laurent.
Leta 1836 si je Auguste Laurent za benzen izmislil ime "phène"  (iz grškega φαινω [faino], iluminat), ker ga je odkril v  svetilnem plinu. Ime je postalo koren za besedi fenol in fenil. Leta 1843 je francoski kemik Charles Gerhardt phène preimenoval v fenol.
Antiseptične lastnosti fenola je odkril in izkoriščal kirurg Joseph Lister (1827–1912) v svojih pionirskih antiseptičnih operacijah. Lister je zahteval, da se rane popolnoma očistijo, in nato prekrijejo s kosom tkanine ali vato, namočeno v fenol.  Stalna izpostavljenost fenolu je dražila kožo, kar je nazadnje privedlo do zamenjave fenola z manj agresivnimi razkužili.
Fenol je aktivna komponenta nekaterih oralnih analgetikov.
Fenol je bil tudi glavna sestavina tako imenovane "karbolne dimne žoge", neučinkovite naprave, ki so jo v 19. stoletju tržili v Londonu in naj bi ščitila pred gripo in drugim boleznim. Njena raba se je končala z razvpitim sodnim procesom.

### Druga svetovna vojna
Toksičen vpliv fenola na osrednje živčevje povzroči takojšnjo izgubo zavesti pri ljudeh in živalih.  Temu sledijo krči, ki so posledica nekontrolirane aktivnosti osrednjega živčevja. Leta 1939 so začeli nacisti v okviru Akcije T4 uporabljati injekcije fenola za usmrčevanje posameznikov. Za usmrčevanje manjših skupin so jih uporabljali tudi potem, ko so za množične pomore začeli uporabljati  Zyklon-B, zlasti v taborišču Auschwitz-Birkenau. Za usmrtitev človeka zadostuje 1 g fenola. Najbolj znan zapornik, ki je bil v Auschwitzu umorjen s fenolom, je bil poljski katoliški duhovnik Maksimilijan Kolbe, ki je šel prostovoljno v smrt namesto nekega njemu neznanega zapornika.

## Naravna nahajališča
Fenol je normalen človekov presnovni produkt, ki se izloča z urinom v količinah do 40 mg / L.
Izloček senčnih žlez slonjih samcev  med mastom vsebujejo nekaj fenola in 4-metilfenola.  
Fenol je tudi ena od spojin, ki jih vsebuje bobrovina. Bobrovino se nabira z rastlin, s katerimi se bober prehranjuje.

### Viski
Fenol je merljiva komponenta arome in okusa islayskega škotskega viskija.  Običajne vsebnosti so približno 30 ppm, dosežejo pa tudi vrednosti preko 150 ppm. Fenol nastaja med praženjem ječmena v slad.

## Biološka razgradnja
Bakterija Cryptanaerobacter phenolicus  presnavlja fenol in ga preko 4-hidroksibenzoata pretvarja v benzoat. Bakterija Rhodococcus phenolicus  lahko razgrajuje fenol kot edini vir ogljika.

## Toksičnost
Fenol in njegovi hlapi razjedajo oči, kožo in dihalne poti. Razjedanje kože in sluzničnih membran je posledica  njegovega degenerativnega učinka na beljakovine. Ponavljajoč ali dolgotrajen stik s kožo lahko povzroči fenolni dermatitis in opekline druge ali celo tretje stopnje. Vdihavanje fenolnih hlapov lahko povzroči pljučni edem.  Fenol ima škodljive učinke na osrednje živčevje  in srce, ki se lahko končajo z aritmijo, srčnim napadom in komo. Dolgotrajna ali ponavljajoča se izpostavljenost ima lahko škodljive učinke tudi na jetra in ledvice. Njegova rakotvornost na ljudeh ni dokazana. Eden od vzrokov za njegovo toksičnost bi poleg hidrofobnosti lahko bilo tudi nastajanje prostih fenoksilnih radikalov.
Ker se fenol relativno hitro resorbira skozi kožo, lahko poleg lokalnih opeklin povzroči tudi  splošno zastrupitev organizma. Velike količine fenola se lahko resorbirajo tudi skozi majhno površino kože. Zastrupitvi hitro sledi paraliza osrednjega živčevja in resen padec telesne temperature. Oralna toksičnost LD50 za pse, kunce in miši  je 300-500 mg/kg telesne mase. Smrtni odmerek za človeka je 140 mg/kg telesne mase.
Kemične opekline se lahko dekontaminirajo s spiranjem polietilen glikolom, izopropil alkoholom in morda celo z zelo velikimi količinami vode.  Kontaminirana oblačila se mora sleči in takoj poiskati zdravniško pomoč. To je zlasti pomembno, če je fenol pomešan s kloroformom. Takšna zmes se uporablja v molekularni biologiji za očiščevanje DNA in RNA. Fenol je tudi reprodukcijski toksin, ki poveča verjetnost splava in majhne porodne mase. 